# Roberto Sbarra
Roberto José Sbarra (8 de agosto de 1912 - 21 de febrero de 2000) fue un futbolista argentino de la década de 1930, que jugaba de centrocampista.

## Trayectoria
Roberto Sbarra, más conocido como "Robertón", llegó a Estudiantes de La Plata en 1922 en donde jugó las inferiores hasta que subió a Primera División en 1931. Tuvo la fortuna de jugar y debutar junto a "Los Profesores". 
Jugó, como se le llamaba en esa época, de half derecho o centro half. En Estudiantes de La Plata estuvo de 1931 a 1941. Disputó 181 encuentros y anotó 12 goles. Luego pasó al Club Huracán, donde jugó desde 1941 a 1946, año en que dejó el fútbol debido a que se lastimó la rodilla. 
Ejerció periodismo deportivo y, por ello, la Sala de Prensa del Country Club del Club Estudiantes lleva su nombre.
Los restos de Roberto Sbarra, exfutbolista, entrenador y comentarista deportivo (se desempeñó en Radio Rivadavia), fallecido a los 87 años, fueron inhumados en el cementerio de La Plata.

## Los hermanos Sbarra
Los hermanos Sbarra marcaron un hito sin precedentes en el fútbol profesional de AFA: los tres integraron la alineación titular de Estudiantes, un 5 de mayo de 1935, ante Platense, en Saavedra, por la 7° fecha del campeonato de aquel año.
Con Raúl, Roberto José y Delfor, fueron cuatro en total los partidos en que los tres Sbarra se dieron el lujo de escribir, con un solo apellido, el mediocampo albirrojo en los albores del profesionalismo.

## Selección nacional
Supo vestir los colores de la Selección Argentina desde 1935 a 1941. En 1941 salió Campeón Sudamericano al lado de José Manuel Moreno y Adolfo Pedernera.  

## Dirección técnica
Posteriormente fue entrenador en clubes como Gimnasia y Esgrima La Plata, Vélez Sarsfield y CA Independiente, con el que logró el título de Primera División de 1960. 

## Palmarés

### Torneos internacionales
| Título       | Selección | Sede  | Año  |
| ------------ | --------- | ----- | ---- |
| Copa América | Argentina | Chile | 1941 |